# Harry Pace

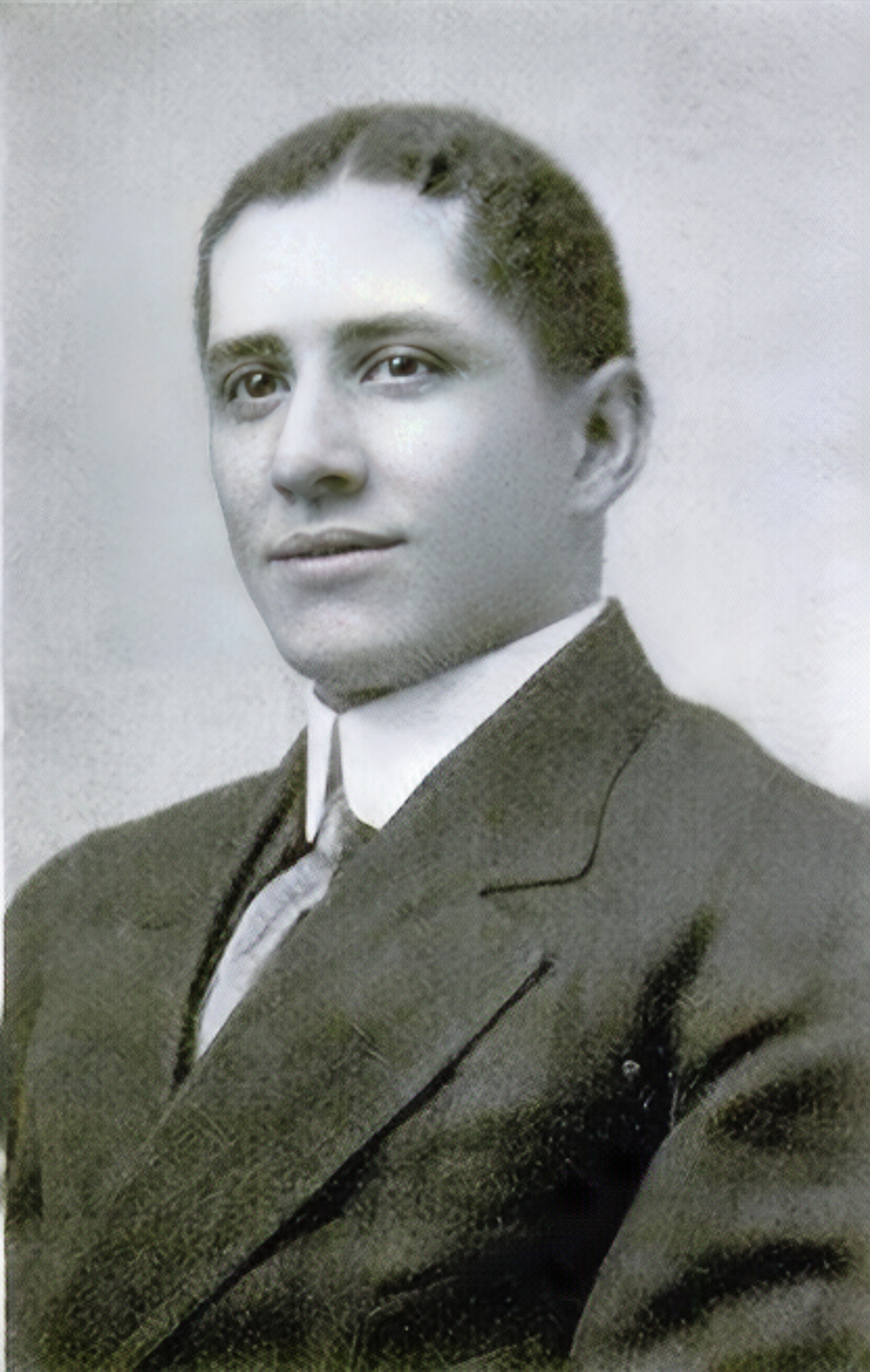
Harry Pace (um 1911)

Harry Herbert Pace (* 6. Januar 1884 in Covington, Georgia, USA; † 19. Juli 1943 in Chicago, Illinois, USA) war ein US-amerikanischer Aktivist, Musikverleger, Versicherungsmanager und Anwalt. Er war der Gründer von Black Swan Records, dem ersten Musiklabel im Besitz eines Afroamerikaners mit weitreichenden Vertriebsmöglichkeiten.

## Biografie
Pace wurde 1884 als Sohn eines Schmieds im ländlichen Covington, Georgia, geboren. Sein Großvater war ein freigelassener Sklave. An der Atlanta University lernte er W. E. B. Du Bois kennen, der einer seiner Lehrer war und ihn förderte. Pace schloss sein Studium 1903 mit 19 Jahren als Jahrgangsbester ab.
Nach seinem Abschluss ging Pace mit W. E. B. Du Bois in Memphis ins Druckgewerbe. Zwei Jahre später gründeten sie das kurzlebige Magazin The Moon Illustrated Weekly. In den folgenden Jahren hatte Pace verschiedene Jobs als Lehrer, Banker und Versicherungsmanager. Auch in der Lokalpolitik war er aktiv. In Memphis lernte Pace Ethylene Bibb kennen und heiratete sie. 1917 gründete Pace zusammen mit James Weldon Johnson, Dr. Charles S. Johnson, Dr. Louis T. Wright und Walter Francis White die Atlanta-Zweigstelle der National Association for the Advancement of Colored People (NAACP).
1912 lernte Pace W. C. Handy kennen und arbeitete mit ihm als Songwriter zusammen. Sie gründeten die Pace and Handy Music Company, die 1918 nach New York City zog. Das Unternehmen veröffentlichte Notenblätter schwarzer Komponisten, so auch die Songs von Handy selbst, wie etwa St. Louis Blues und Beale Street Blues. Pace sah jedoch, dass die wachsende Popularität des Phonographen das Musikgeschäft verändern würde, da diese Technologie ein breiteres Publikum erreichte. Handy hatte kein Interesse daran, das Geschäft zu verändern, daher verließ Pace das gemeinsame Unternehmen.
1921 gründete Pace, damals in Harlem lebend, Black Swan Records. Auf Empfehlung von W. E. B. Du Bois wurde das Label nach der Sängerin Elizabeth Taylor Greenfield (1817–1876) benannt, die „der Schwarze Schwan“ genannt wurde. Ziel war es, die besten farbigen Musiker aller Musikstile zu finden und zu fördern. Bei Black Swan begann unter anderem die Karriere von Ethel Waters, Trixie Smith und Alberta Hunter. Das Label veröffentlichte mehr als 180 Aufnahmen und verkaufte Hunderttausende von Platten.
Obwohl Pace viele herausragende Künstler aufnahm, scheiterte das Geschäft und Pace musste im Dezember 1923 Insolvenz anmelden. Einige Monate später verkaufte er Black Swan an Paramount Records.
1925 gründete Pace die Northeastern Life Insurance Company in Newark, New Jersey, die in den 1930er Jahren zum größten afroamerikanischen Unternehmen im Norden wurde.
Pace zog dann nach Chicago, um das Chicago-Kent College of Law zu besuchen; er erhielt 1933 seinen Abschluss. 1942 eröffnete er eine Anwaltskanzlei und gab sich als Weißer aus. Am 19. Juli 1943 starb Harry Pace auf mysteriöse Weise in Chicago und wurde in der Bronx bestattet.

## Nachwirkung
Pace ist in der Dokumentarserie Profiles of African-American Success zu sehen. Im Jahr 2021 wurde Pace in Jad Abumrads und Shima Oliaees Miniserie The Vanishing of Harry Pace auf Radiolab porträtiert. In der Serie werden Harry Paces Nachkommen sowie Wissenschaftler interviewt.